# ليه كونينغهام
ليه كونينغهام هو لاعب هوكي الجليد كندي، ولد في 4 أكتوبر 1913 في كالغاري في كندا، وتوفي بنفس المكان في 9 أبريل 1993.

## وصلات خارجية
- ليه كونينغهام على موقع دوري الهوكي الوطني (الإنجليزية)
- ليه كونينغهام على موقع قاعة مشاهير الهوكي (لاعب أن.إتش.أل) (الإنجليزية)
- ليه كونينغهام على موقع EliteProspects.com (الإنجليزية)
- ليه كونينغهام على موقع HockeyDB.com (الإنجليزية)
- ليه كونينغهام على موقع Hockey-Reference.com (الإنجليزية)